# Carlo Barabino
Carlo Barabino (* 11. Februar 1768 in Genua; † 3. September 1835 ebenda) war ein italienischer Architekt und Städteplaner.

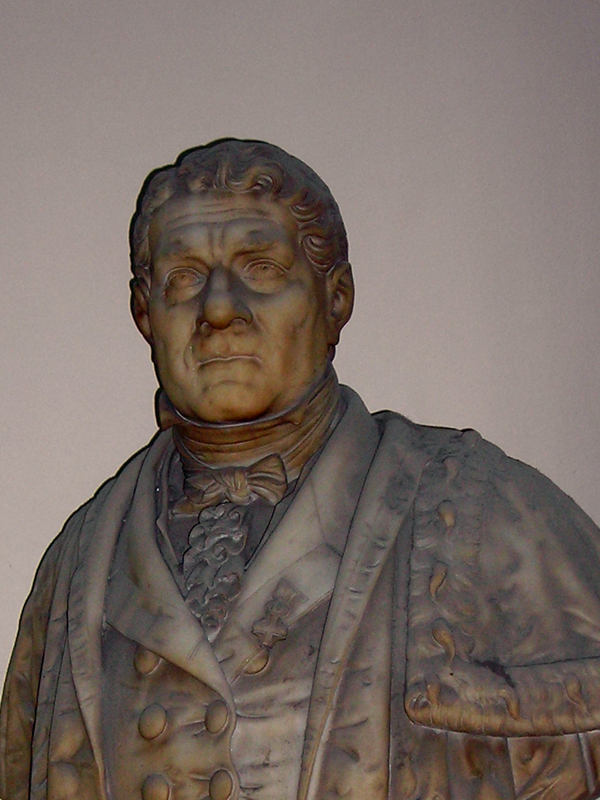
Statue Claudio Barabinos

## Leben
Carlo Barabino zählt zu den wichtigsten und kreativsten Architekten der Stadt Genua im 19. Jahrhundert.
Seine Entwürfe, die er hauptsächlich für seine Geburtsstadt herstellte, waren von großer Bedeutung für das Stadtbild. Seine stark vom Klassizismus beeinflussten Werke stießen auf wohlwollende Resonanz in der Bevölkerung und in Verwaltungskreisen und prägten den Baustil der ersten Jahrhunderthälfte. Im Bereich der Städteplanung hatte Barabino in Genua einen Einfluss wie zuvor lediglich Galeazzo Alessi.
Seine erste Ausbildung erhielt er an der Accademia Ligustica di Genova. 1788 ging er nach Rom, um dort im Atelier von Giuseppe Barbieri zu lernen. Nachdem er mehrere wichtige Architekturpreise gewonnen hatte, kehrte er 1793 nach Genua zurück, um dort seine Arbeit als Architekt aufzunehmen.
Gleich zu Beginn seiner Karriere wurde ihm für sein Projekt, das die Mole von Genua erweiterte und attraktiver gestaltete, die Ehrenmitgliedschaft an der Accademia Ligustica zusammen mit Lorenzo Fontana (dem Sohn von Gaetano Cantoni) und Giacinto Pellegrini verliehen. Am 7. Juni 1802 wurde Carlo Barabino die dreijährige Leitung der zusammengelegten Schulen für Architektur und Gestaltung, innerhalb der Akademie übertragen.
Zu den ersten Werken Barabinos zählen die neoklassizistischen Bäder der Ligurischen Republik  in der Via dei Servi. Diese wurden 1797 fertiggestellt. Im Zusammenhang mit dieser Konstruktion kam es jedoch zu Fällen von Veruntreuung, so dass Barabino sich für einige Jahre aus der Öffentlichkeit zurückziehen musste. Seine etwaige Schuld konnte bis heute nicht geklärt werden.
In diesem Zeitraum erhielt er mehrere kleine Aufträge. 1801 wurde er in die Aufsichtskommission über das Projekt des Foro Bonaparte nach Mailand berufen. 1805 eröffnete er zusammen mit Giovan Battista Crovetto ein eigenes Studios. Im Jahr 1818 wurde Barabino zum Stadtarchitekten von Genua ernannt.
Von großer Bedeutung für Barabino war das Jahr 1825, da er in diesem einen Großteil seiner wichtigsten Entwürfe realisieren konnte. In erster Linie zählt dazu das Teatro Carlo Felice. Gleichzeitig war er maßgeblich an der Stadtplanung beteiligt und beeinflusste das Stadtbild für die nächsten Jahrzehnte.
Neben seiner Arbeit als Architekt und Städteplaner ging Barabino auch einer intensiven Lehrtätigkeit nach. Schon 1807 hatte er zusammen mit Giovan Battista Crovetto ein Lehratelier eröffnet. Von 1808 bis 1811 bekleidete er den Posten des Direktors der Gestaltungsschule der Accademie Ligustica und von 1824 bis zu seinem Tod übernahm er schließlich die Direktion über die gesamte Akademie. Zu seinen Schülern zählen Giovan Battista Resasco und Ignazio Gardella (senior).
Carlo Barabino starb 1835 während einer Choleraepidemie, als ihm gerade das Projekt zur Realisierung des Monumentalfriedhofs Staglieno übertragen worden war.

## Hauptwerke in Genua
- 1796 Casa Masuccone (an der Piazza Matteotti)
- 1797 Die Öffentlichen Bäder von Servi (heute in den Giardini Baltimora, von Ignazio Gardella restauriert)
- 1819 Fassade der Chiesa di San Siro
- 1821 Projekt für den Parco dell’Acquasola. Die Arbeiten wurden zwischen 1825 und 1826 von Barabino selbst geleitet.
- 1825 Projekt zur Wohnviertelausweitung der Stadt Genua. Der Entwurf sah eine Expansion der Stadt entlang geradliniger Achsen, mit dem mittelalterlichen Stadtkern als Zentrum. Bei der tatsächlichen Stadtentwicklung wurden diese geradlinigen Ausfallachsen des Projekts berücksichtigt.
- 1825–1828 Teatro Carlo Felice. Das Theater wurde 1828 eröffnet und im Zweiten Weltkrieg zerstört. Die Rekonstruktion wurde von Ignazio Gardella und Aldo Rossi durchgeführt.
- 1826–1832 Palazzo dell’Accademia Ligustica di Belle Arti
- 1834 Projekt für die Fassade der Chiesa dell’Anunziata, das auf einen Entwurf aus dem Jahr 1816 zurückgeht.
- 1834 Projekt für die Ponte Sifone des Aquädukts von Genua bei Staglieno.
- 1835 Projekt für den Monumentalfriedhof Staglieno (von dem Schüler Giovan Battista Resasco realisiert)